# Голянищево (Нижньогородська область)
Голянищево (рос. Голянищево) — присілок в Вачському районі Нижньогородської області Російської Федерації.
Населення становить 53 особи. Входить до складу муніципального утворення Филінська сільрада.

## Історія
Від 2009 року входить до складу муніципального утворення Филінська сільрада.

## Населення
| 1859 | 1905 | 1926 | 1999 | 2002 | 2010 |
| ---- | ---- | ---- | ---- | ---- | ---- |
| 229  | ↗295 | ↗373 | ↘63  | ↘59  | ↘53  |